# Мелендес, Родриго
Родри́го Меле́ндес (исп. Rodrigo David Meléndez Araya; 3 октября 1977, Сантьяго) — чилийский футболист, выступавший на позиции опорного полузащитника. Участник двух Кубков Америки в составе сборной Чили.

## Клубная карьера
В самом начале футбольной карьеры Мелендес был «забракован» знаменитыми чилийскими клубами «Коло-Коло» и «Универсидад де Чили» из-за его низкого роста. Вместо этого, шанс заиграть на высшем уровне игроку дал другой чилийский клуб — «Кобрелоа», в составе которого Мелендес и дебютировал в высшей чилийской лиге в 1996 году. На протяжении всего периода его пребывания в «Кобрелоа» Мелендес был игроком основного состава клуба. В 2003 году, в последний год пребывания в этой команде, «Кобрелоа» одержал победу в обоих чемпионатах — Апертуре и Клаусуре.
После семи лет выступлений на родине, Мелендес рискнул пересечь Анды и перебрался в Аргентину. От перешёл в клуб «Кильмес» из одноимённого города провинции Буэнос-Айрес. Его первый сезон в клубе был также первым для клуба в высшем дивизионе Аргентины. Команда неожиданно для многих заняла четвёртое место в турнире апертуры и шестое в клаусуре. В единственном проведённом в этом клубе сезоне Мелендес сыграл 32 матча лиги, прежде чем покинуть команду.
На следующие два года Мелендес оказался в «Эстудиантесе», хорошо известном аргентинском клубе из Ла-Платы. За время пребывания в команде он стал любимцем местных болельщиков. В сезоне 2004/05 они признали его лучшим игроком клуба. В сезоне 2004/05 «Эстудиантес» финишировал на четвёртом месте, и в апертуре и в клаусуре. В конце сезона Мелендес покидал страну одним из наиболее совершенных чилийских игроков, когда-либо игравших в Аргентине.
В 2006 году Мелендес вернулся в Чили в тот же клуб, который когда-то его отверг — «Коло-Коло». В турнире апертуры-2006 «Коло-Коло» одержал верх над «Универсидад де Чили» и завоевал свой двадцать четвёртый чемпионский титул, однако Мелендес не вышел на поле в финальном матче из-за травмы. В настоящее время он является игроком основы «Коло-Коло», который вместе с ним добирался до финала Южноамериканского кубка 2006 года, а также четырежды становился чемпионом Чили. В финальном матче клаусуры 2006 года он забил один из мячей в первой игре против «Аудакс Италиано».

## Карьера в сборной
Мелендес должен был быть включён в состав олимпийской сборной Чили, участвовавшей в Олимпиаде 2000 года, но не смог принять участие в этом турнире из-за полученной травмы. Тем не менее, он успел провести в команде Нельсона Акосты ряд отборочных матчей к олимпийскому турниру, на котором сборная впоследствии завоевала бронзовые медали.
В первой сборной Чили Мелендес дебютировал 1 июля 2001 года в матче против Бразилии. В квалификационном турнире чемпионата мира 2006 года Мелендес был основным игроком национальной команды. К сожалению для него, Чили не пробились на мундиаль, сыграв в последнем туре вничью со сборной Эквадора. В одном из матчей турнира против сборной Уругвая Мелендес забил свой первый гол за сборную, однако в том матче его команда потерпела гостевое поражение со счётом 1:2.

## Достижения
Командные
- Чемпион Чили (7): Ап. 2003, Ап. 2006, Кл. 2006, Ап. 2007, Кл. 2007, Кл. 2008, Кл. 2009
- Финалист Южноамериканского кубка: 2006

Личные
- Футболист года в Чили: 2003